# Susanne Ljungskog

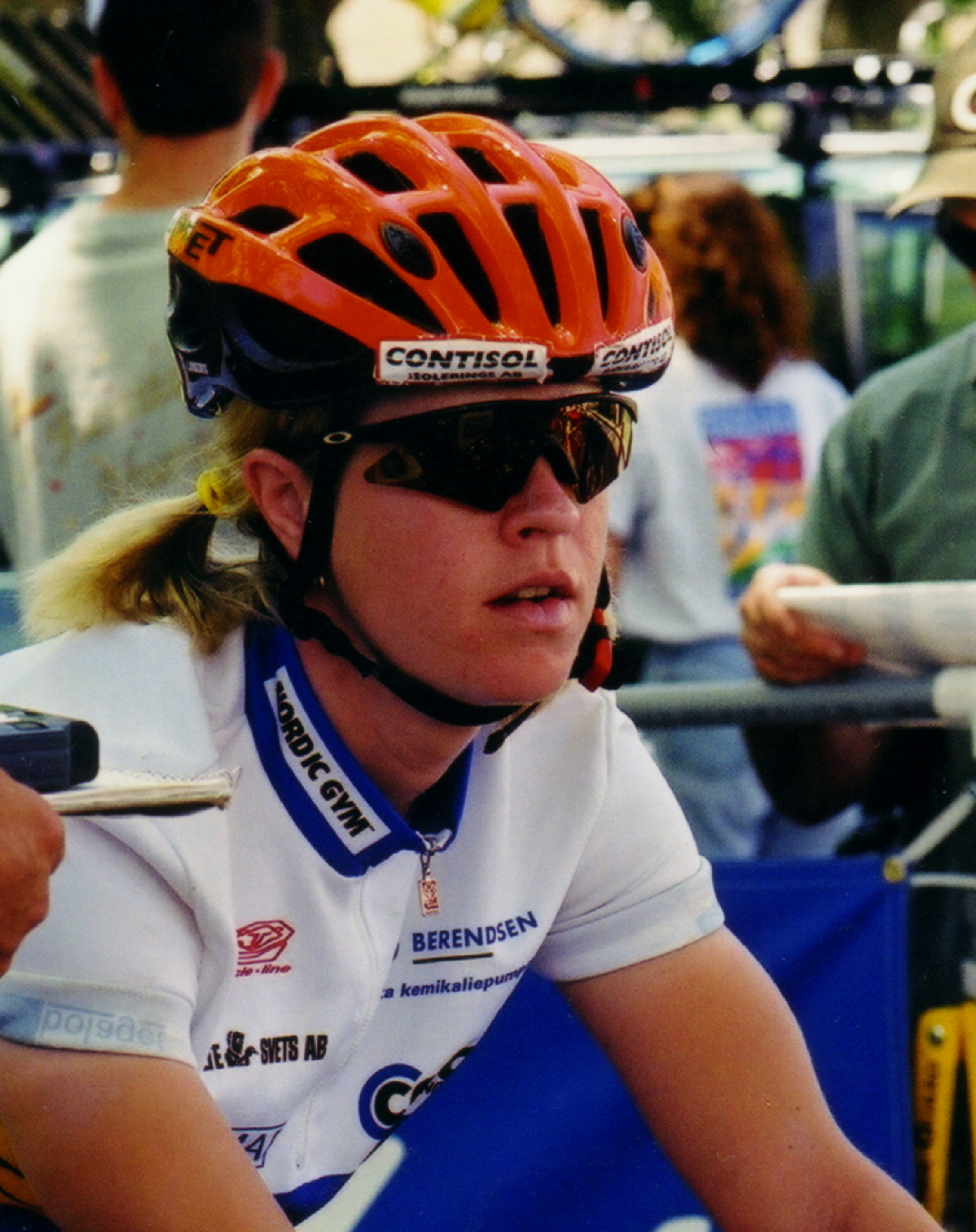
Susanne Ljungskog

Susanne Ljungskog (* 16. März 1976 in Halmstad) ist eine ehemalige schwedische Radrennfahrerin. Ihr Wettkampfgewicht betrug 57 Kilogramm bei einer Körpergröße von 1,71 Meter.
Ljungskog nahm viermal an den Olympischen Spielen teil (1996, 2000, 2004 und 2008). Ihre beste Platzierung war Rang zehn beim Einzelzeitfahren der Olympischen Spiele 2008 in Peking.
Bei den UCI-Straßen-Weltmeisterschaften 2002 im belgischen Zolder gewann sie das Straßenrennenden Sprint einer vierköpfigen Spitzengruppe vor Nicole Brändli und Joane Somarriba.  Im Jahr 2003 verteidigte sie im kanadischen Hamilton ihren Titel ebenfalls im Sprint vor Mirjam Melchers und Nicole Cooke.
Achtmal wurde Ljungskog schwedische Meisterin, darunter sechsmal im Straßenrennen und einmal im Einzelzeitfahren. 1998 gewann sie die europäische Straßenmeisterschaft der U23 sowie mehrfach die Gesamtwertungen der Etappenrennen Tour de l’Aude Cycliste Féminin (zweimal) und Giro della Toscana (dreimal).
Im Jahr 2002 erhielt sie die Svenska-Dagbladet-Goldmedaille. 
Ljungskog zog sich im Mai 2010 aus dem Leistungssport zurück. Als Grund nannte sie die Diagnose Hämochromatose (eine Stoffwechselstörung, dt.: Eisenspeicherkrankheit).

## Erfolge
| 1994 - Schwedische Straßenmeisterschaft 1996 - Schwedische Zeitfahrmeisterschaft 1997 - Schwedische Straßenmeisterschaft - Schwedische Zeitfahrmeisterschaft 1998 - Europäische U23-Straßenmeisterschaft - Europäische U23-Straßenmeisterschaft - eine Etappe Thüringen-Rundfahrt - Schwedische Straßenmeisterschaft - Schwedische Zeitfahrmeisterschaft - Tjejtrampet - zwei Etappen Polen-Rundfahrt - eine Etappe Tour de l’Aude Cycliste Féminin 2000 - eine Etappe Vuelta International a Majorca 2001 - GP Suisse Féminin - Primavera Rosa - eine Etappe Tour de France Féminin 2002 - Weltmeisterschaft Straßenrennen - Gesamtwertung und drei Etappen Giro della Toscana - eine Etappe Tour de France Féminin - eine Etappe Trophée Féminin Méditerranéen - eine Etappe und Punktewertung Emakumeen Bira | 2003 - Weltmeisterschaft Straßenrennen - Gesamtwertung Holland Ladies Tour - Gesamtwertung Giro della Toscana - eine Etappe Thüringen-Rundfahrt - eine Etappe Tour de l’Aude Cycliste Féminin 2004 - Schwedische Straßenmeisterschaft - eine Etappe Thüringen-Rundfahrt - eine Etappe Tour de l’Aude Cycliste Féminin 2005 - Schwedische Straßenmeisterschaft - Castilla y Leon - Gesamtwertung und eine Etappe Giro della Toscana - zwei Etappen Holland Ladies Tour - eine Etappe Gracia Orlová 2006 - Open de Suède Vårgårda - Schwedische Straßenmeisterschaft - Schwedische Zeitfahrmeisterschaft - Gesamtwertung Holland Ladies Tour 2007 - Gesamtwertung Tour de l’Aude Cycliste Féminin - Gesamtwertung und eine Etappe Emakumeen Bira 2008 - Gesamtwertung und eine Etappe Tour de l’Aude Cycliste Féminin |